# Закиров, Ахтем Маратович
Ахтем Маратович Закиров (род. 13 мая 1998, Крымское, Сакский район, Крым, Украина) — российский боксёр-любитель, выступающий в наилегчайшей весовой категории. Мастер спорта международного класса (2021), бронзовый призёр чемпионата мира (2021), чемпион Всероссийской Спартакиады (2022) в любителях.

## Биография
Родился 13 мая 1998 года в селе Крымское Сакского района Крыма на Украине.
По национальности крымский татарин.
Начал заниматься боксом в спортивной школе села Охотниково, тренеры Вилен Сейтосманов и Редван Абдураманов. В настоящее время представляет Республику Крым и Новосибирскую область.

## Любительская карьера
В 2020 году стал чемпионом России среди молодёжи до 22 лет. В декабре 2020 года на чемпионате России завоевал серебряную медаль в весовой категории до 52 кг, уступив в финале Василию Егорову. В сентябре 2021 году в финальном матче чемпионата России в категории до 51 кг взял реванш у Егорова и завоевал золотую медаль.
Чемпион Европы 2021 года среди молодёжи до 22 лет.
Бронзовый призёр Чемпионата мира 2021 года в Белграде. Он уступил американцу Роско Хиллу в полуфинале.

## Профессиональная карьера
Собирался дебютировать на профессиональном ринге 11 декабря 2021 года в Екатеринбурге (Россия).

## Статистика профессиональных боёв
В таблице перечислены результаты всех поединков боксёров.
В каждой строке указан результат поединка. Дополнительно номер поединка обозначен цветом, который обозначает итог поединка. Расшифровка обозначений и цветов представлена в нижеследующей таблице.
| Пример | Расшифровка                     |
| ------ | ------------------------------- |
|        | Победа                          |
|        | Ничья                           |
|        | Поражение                       |
|        | Планируемый поединок            |
|        | Поединок признан несостоявшимся |
| КО     | Нокаут                          |
| ТКО    | Технический нокаут              |
| PTS    | Решение судей (по очкам)        |
| UD     | Единогласное решение судей      |
| MD     | Решение большинства судей       |
| SD     | Раздельное решение судей        |
| RTD    | Отказ от продолжения боя        |
| DQ     | Дисквалификация                 |
| NC     | Поединок признан несостоявшимся |

| 0 поединков, 0 побед (0 нокаутом). | 0 поединков, 0 побед (0 нокаутом). | 0 поединков, 0 побед (0 нокаутом). | 0 поединков, 0 побед (0 нокаутом). | 0 поединков, 0 побед (0 нокаутом). | 0 поединков, 0 побед (0 нокаутом). | 0 поединков, 0 побед (0 нокаутом). |
| Бой                                | Рекорд                             | Дата боя                           | Соперник                           | Место проведения боя               | Раундов, время                     | Дополнительно                      |
| ---------------------------------- | ---------------------------------- | ---------------------------------- | ---------------------------------- | ---------------------------------- | ---------------------------------- | ---------------------------------- |
| 1                                  |                                    | 2021                               |                                    | КРК «Уралец», Екатеринбург, Россия | (6)                                | Дебют в профессиональном боксе.    |